# Émile Bourrée de Corberon
Aimé Alphonse Charles Émile Bourrée de Corberon (5 mai 1815, Paris - 25 février 1907, Paris 9e) est un homme politique français.

## Biographie
D'une famille de noblesse d'origine bourguignonne, mais implantée dans le Beauvaisis depuis le XVIIIe siècle, il est le fils Daniel Jean Charles Bourée, marquis de Corberon, capitaine de cavalerie, chevalier de la Légion d'honneur, et de son épouse, Claude Emilie Fabre de Charrin.
il s'occupa d'agriculture. Maire de Troissereux en 1846, conseiller général de l'Oise en 1852 pour le canton de Nivillers, il était président de la Société d'agriculture de l'arrondissement de Beauvais quand il fut élu comme candidat officiel, le 30 janvier 1853, député au Corps législatif dans la 1re circonscription de l'Oise. Il fut chambellan de Napoléon III.
Il siégea dans la majorité dynastique, et fut successivement réélu, le 22 juin 1857 et le 1er juin 1863. Il ne se présenta pas aux élections générales de 1869, et brigua, sans succès, sur la liste bonapartiste, le mandat sénatorial dans l'Orne aux élections du 30 janvier 1876 et à celles du 5 janvier 1879.

## Distinctions
- Commandeur de la Légion d'honneur (29 aout 1870)[1]
- Officier de l'Instruction publique
- Officier de l'ordre du Mérite agricole

## Mariage et descendance
Il épouse à Paris, paroisse Saint Thomas d'Aquin, le 11 juin 1838, Emilie Feutrier (Macon, 30 avril 1820 - Troissereux, 26 février 1900), fille d'Alexandre, baron Feutrier. conseiller d'Etat, préfet, pair de France, commandeur de la Légion d'honneur, et de son épouse, Anne Marie Joséphine Cabal.
Dont :
- Henriette Bourrée de Corberon (Troissereux, 26 janvier 1841 - Troissereux, 26 septembre 1898), mariée à Troissereux le 26 avril 1860 avec Charles Bourrée de Corberon, son cousin (21 août 1832 - Troissereux, 11 janvier 1902), dont postérité ;
- Paul Bourrée de Corberon, capitaine de mobiles, chevalier de la légion d'honneur (Troissereux, 19 octobre 1847 - Paris, 14 janvier 1922) ;
- Georges Bourrée de Corberon, officier d'infanterie (2 avril 1853 - 12 janvier 1878)[2].

### Sources
- « Émile Bourrée de Corberon », dans Adolphe Robert et Gaston Cougny, Dictionnaire des parlementaires français, Edgar Bourloton, 1889-1891 [détail de l’édition]